# Роберто Мамані Мамані
Роберто Мамані Мамані — художник аймара з Болівії. Його роботи вирізняються використанням елементів традицій та символів аймара. Його мистецтво було представлено по всьому світу, зокрема у Вашингтоні, Токіо, Мюнхені, Китаї, Сінгапурі та Лондоні .
Картини Мамані Мамані спираються на його аймарську спадщину та включають барвисто стилізовані зображення матері, кондора, сонця та місяця, серед інших тем. Мамані Мамані використовує дуже яскраві кольори, подібні до кольорів традиційних виробів ручної роботи, які широко використовуються корінним населенням болівійського Альтіплано. Його використання місцевих символів є особливо значущим у південноамериканському контексті, де культура корінних народів розглядається як нижча за європейську культуру .
У 2016 році він зробив фрески на стінах соціального житлового комплексу Wiphala, розташованого в Альтупата .